# جيميما سومغونغ
جميما جيلاغات سومغونغ (من مواليد 21 ديسمبر 1984) هي عداءة مسافات طويلة كينية مختصة بسباقات الماراثون.
فازت في ماراثون لندن وروتردام ولاس فيغاس، وحصلت على المركز الثاني في ماراثون بوسطن وشيكاغو ونيويورك. أفضل رقم شخصي لها هو 2:20:48 ساعة. في دورة الألعاب الأولمبية لعام 2016 فازت بالماراثون بزمن قدره 2:24:04 على الرغم من الأجواء الحارة، كما كان عمرها حينئذ 31 عاماً لتصبح أول امرأة من كينياتفوز في الألعاب الأولمبية منذ بدء مشاركة كينيا في الألعاب الأولمبية في عام 1984. حظرت سومغونغ من اللعب لمدة 8 سنوات (حتى عام 2027) بعد أن ثبت تعاطيها مواد محظورة EPO، ولفقت سجلاتها الطبية وكذبت بشأن مكان وجودها بعد الاختبار الإيجابي.

## روابط خارجية
- نبذة عن جيميما سومغونغ  على موقع الاتحاد الدولي لألعاب القوى
- Jemima Jelagat Sumgong  على موقع اللجنة الأولمبية الدولية
- جيميما سومغونغ  على موقع SportsReference  - سبورتس رفرنس